# Rubus bicknellii
Rubus bicknellii är en rosväxtart som beskrevs av Liberty Hyde Bailey. Rubus bicknellii ingår i släktet rubusar, och familjen rosväxter. Inga underarter finns listade i Catalogue of Life.